# Elliott (Iowa)
Pour les articles homonymes, voir Elliott.
Elliott est une ville du comté de Montgomery, en Iowa, aux États-Unis. Elle est fondée en 1879 et incorporée le 14 mars 1882.

## Source de la traduction
- (en) Cet article est partiellement ou en totalité issu de l’article de Wikipédia en anglais intitulé « Elliott, Iowa » (voir la liste des auteurs).